# Roman Wszoła
Roman Wszoła (ur. 3 maja 1932 w Bożawoli, zm. 14 lipca 2024) – polski trener lekkoatletyki, ojciec Jacka Wszoły.

## Życiorys
Uczył się w liceum w Zamościu. W 1954 ukończył studia w Akademii Wychowania Fizycznego w Warszawie. Po studiach został nauczycielem w warszawskim Technikum Radiowym. W latach 1955-2009 pracował jako nauczyciel w Technikum Łączności (późniejszym Zespole Szkół Łączności) w Warszawie, które w 1968 uzyskało dzięki jego staraniom status szkoły sportowej. W latach 70. XX wieku był tam dyrektorem ds. spraw sportowych. Równocześnie do 2009 był trenerem w sekcji lekkoatletycznej AZS-AWF Warszawa, był członkiem rady tego klubu w latach 1976-1981, członkiem jego zarządu (1981-1983, 1993-1997) i prezydium (1983-1985, 1989-1993). W latach 1980-1984 był przewodniczącym Centralnej Rady Trenerów Polskiego Związku Lekkiej Atletyki, w latach 1990-1993 wiceprezesem PZLA.
Jego zawodnikami byli m.in. syn, Jacek Wszoła, którego poprowadził do złotem medalu igrzysk olimpijskich w Montrealu (1976) i Romuald Giegiel.
Był członkiem honorowym PZLA, w 2007 otrzymał godność członka honorowego Akademickiego Związku Sportowego. Otrzymał m.in. Srebrny Krzyż Zasługi, Odznakę „Zasłużony Działacz Kultury Fizycznej” i odznaczenie im. Janka Krasickiego.